# A Little Bit Longer
A Little Bit Longer è il terzo album della band Statunitense Jonas Brothers.
Questo album è stato scritto in riferimento del diabete di Nick, a lui diagnosticato durante un tour. Nick ne fa riferimento nella canzone "A Little Bit longer" che appunto dà il nome all album. L'inaugurazione del cd è stata fatta a Broadway e la prima copia è stata acquistata da Paul Kevin II, meglio conosciuto come Kevin Jonas. La canzone Tonight è stata usata come colonna sonora del film Jonas Brothers The 3D concert Experience.

## Singoli
- Burnin' Up è il primo singolo estratto dall'album. Esso è stato pubblicato il 20 giugno 2008. Lo stesso giorno il rispettivo video musicale è stato mandato in onda su Disney Channel.
- Lovebug è il secondo singolo estratto dall'album. È stato ufficialmente pubblicato il 30 settembre 2008. Il video musicale è stato mandato in onda per la prima volta su Disney Channel il 19 ottobre 2008.
- Tonight è il terzo singolo estratto da A Little Bit Longer. È stato pubblicato il 4 gennaio 2009. Il rispettivo video musicale è stato pubblicato il 19 gennaio 2009.

## Tracce
1. BB Good – 2:56 (Kevin Jonas, Joe Jonas, Nick Jonas, John Taylor)
2. Burnin' Up – 2:54 (Kevin Jonas, Joe Jonas, Nick Jonas)
3. Shelf – 3:48 (Kevin Jonas, Joe Jonas, Nick Jonas)
4. One Man Show – 3:08 (Kevin Jonas, Joe Jonas, Nick Jonas)
5. Lovebug – 3:40 (Kevin Jonas, Joe Jonas, Nick Jonas)
6. Tonight – 3:29 (Kevin Jonas, Joe Jonas, Nick Jonas, Greg Garbowsky)
7. Can't Have You – 4:28 (Nick Jonas, PJ Bianco)
8. Video Girl – 2:53 (Kevin Jonas, Joe Jonas, Nick Jonas)
9. Pushin' Me Away – 3:03 (Kevin Jonas, Joe Jonas, Nick Jonas)
10. Sorry – 3:12 (Kevin Jonas, Joe Jonas, Nick Jonas)
11. Got Me Going Crazy – 2:35 (Nick Jonas)
12. A Little Bit Longer – 3:25 (Nick Jonas)

Traccia aggiunta nell'edizione di target
1. Hello Goodbye – 2:08 (John Lennon, Paul McCartney) – Originariamente interpretata dai Beatles

Traccia aggiunta nell'edizione europea
1. When You Look Me in the Eyes – 4:03 (Nick Jonas, Joe Jonas, Kevin Jonas Sr., Kevin Jonas, PJ Bianco, Raymond Boyd)

Traccia aggiunta nell'edizione bonus
1. Out Of This World – 3:10 (Nick Jonas, Joe Jonas, Kevin Jonas, Zachary David Maloy)

### Edizione Giapponese
CD
1. When You Look Me in the Eyes – 4:03 (Nick Jonas, Joe Jonas, Kevin Jonas Sr., Kevin Jonas, PJ Bianco, Raymond Boyd)
2. BB Good – 2:56 (Kevin Jonas, Joe Jonas, Nick Jonas, John Taylor)
3. Burnin' Up (feat. Big Rob) – 2:54 (Kevin Jonas, Joe Jonas, Nick Jonas)
4. Shelf – 3:48 (Kevin Jonas, Joe Jonas, Nick Jonas)
5. One Man Show – 3:08 (Kevin Jonas, Joe Jonas, Nick Jonas)
6. Lovebug – 3:40 (Kevin Jonas, Joe Jonas, Nick Jonas)
7. Tonight – 3:29 (Kevin Jonas, Joe Jonas, Nick Jonas, Greg Garbowsky)
8. Can't Have You – 4:28 (Nick Jonas, PJ Bianco)
9. Video Girl – 2:53 (Kevin Jonas, Joe Jonas, Nick Jonas)
10. Pushin' Me Away – 3:03 (Kevin Jonas, Joe Jonas, Nick Jonas)
11. Sorry – 3:12 (Kevin Jonas, Joe Jonas, Nick Jonas)
12. Got Me Going Crazy – 2:35 (Nick Jonas)
13. A Little Bit Longer – 3:25 (Nick Jonas)
14. Hello Goodbye – 2:08 (John Lennon, Paul McCartney) – Originariamente interpretata dai Beatles
15. Live to Party – 2:58 (Kevin Jonas, Joe Jonas, Nick Jonas)
16. Infatuation – 3:30 (Kevin Jonas, Joe Jonas, Nick Jonas)

DVD
1. When You Look Me In The Eyes (Music Video) – 4:16
2. Burnin 'Up (Music Video) – 3:26
3. Burnin 'Up (Making of the video)
4. Lovebug (Music Video) – 4:19
5. Lovebug (Making of the video) – 4:22
6. Message JB Special – 0:21
7. A Little Bit Longer: Album piece with exclusive photo gallery – 2:15
8. A Little Bit Longer: Clear Channel Stripped Performance – 3:24
9. Band in a Bus trailer – 3:15
10. YouTube Videos
  - DJ Danger (0:55)
  - Nick J Show (0:54)
  - Taichi (1:13)
  - Gibson Surprise Visit (0:44)
  - Look Me in the Eyes Tour Makes History (0:53)
  - Meet The Queen Josephyne (1:54)

## Classifiche

### Classifiche settimanali
| Classifiche (2008) | Posizione massima |
| ------------------ | ----------------- |
| Australia          | 13                |
| Austria            | 27                |
| Belgio (Fiandre)   | 75                |
| Belgio (Vallonia)  | 58                |
| Canada             | 1                 |
| Danimarca          | 38                |
| Francia            | 14                |
| Germania           | 23                |
| Grecia             | 21                |
| Italia             | 2                 |
| Messico            | 1                 |
| Norvegia           | 27                |
| Nuova Zelanda      | 11                |
| Paesi Bassi        | 40                |
| Portogallo         | 27                |
| Regno Unito        | 19                |
| Spagna             | 3                 |
| Stati Uniti        | 1                 |
| Svezia             | 54                |
| Svizzera           | 55                |

### Classifiche di fine anno
| Classifica (2008) | Posizione |
| ----------------- | --------- |
| Stati Uniti       | 25        |
| Classifica (2009) | Posizione |
| Stati Uniti       | 77        |